# Voie de signalisation JAK-STAT

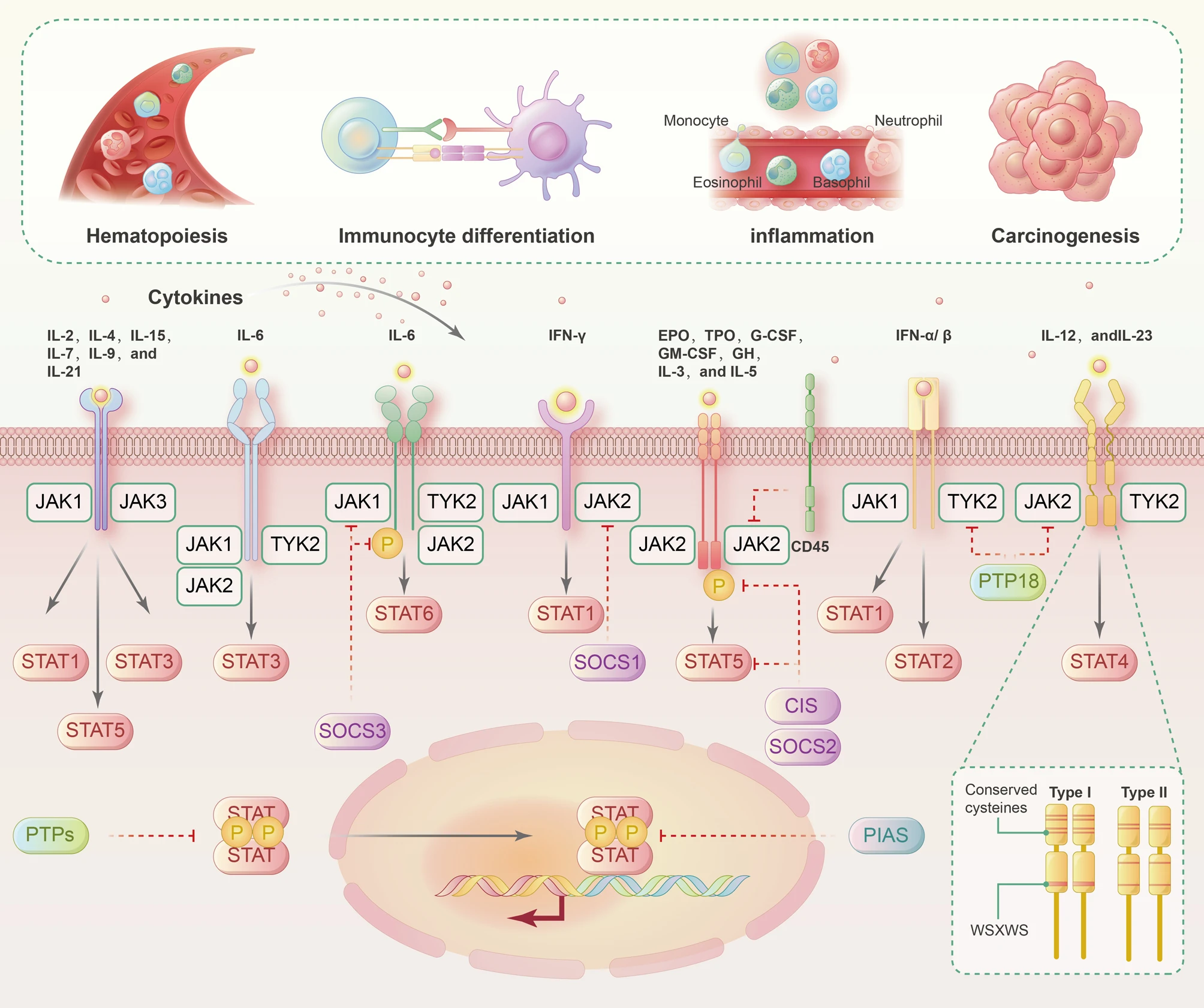
Activation canonique de la voie de signalisation JAK-STAT : les cytokines se lient à leurs récepteurs correspondants, qui subissent un changement conformationnel et recrutent des JAK associés. Les JAK subissent une phosphorylation, ce qui conduit à la phosphorylation de la tyrosine des récepteurs pour créer des sites d'accueil pour les STAT. Les STAT sont phosphorylés, se dissocient du récepteur et pénètrent dans le noyau sous forme d'homodimères ou d'hétérodimères pour se lier à des sites d'ADN spécifiques et réguler la transcription génique liée aux cytokines. Les lignes pointillées représentent une régulation négative par les familles CIS/SOCS (inhibiteur de signalisation des cytokines), PIAS (inhibiteur de protéine du STAT activé) et PTP (protéine tyrosine phosphatase)

La voie de signalisation JAK-STAT est une chaîne d'interactions entre les protéines d'une cellule et est impliquée dans des processus tels que l'immunité, la division cellulaire, la mort cellulaire et la formation de tumeurs. La voie communique des informations provenant de signaux chimiques extérieurs à une cellule au noyau cellulaire, entraînant l’activation de gènes par le processus de transcription. Il existe trois éléments clés de la signalisation JAK-STAT : les Janus-kinases (JAK), les protéines STAT (STAT) et les récepteurs (qui lient les signaux chimiques). Une signalisation perturbée de JAK-STAT peut entraîner diverses maladies, telles que des affections cutanées, des cancers et des troubles affectant le système immunitaire.

## Structure des JAK et des STAT
Il existe quatre protéines JAK : JAK1, JAK2, JAK3 et TYK2 (en). JAK contient un domaine FERM (en) (environ 400 résidus), un domaine lié à SH2 (environ 100 résidus), un domaine kinase (environ 250 résidus) et un domaine pseudokinase (environ 300 résidus). Le domaine kinase est vital pour l’activité des JAK, car il permet aux JAK de phosphoryler (d’ajouter des groupes phosphate) aux protéines.
Il existe sept protéines STAT : STAT1 (en), STAT2, STAT3, STAT4 (en), STAT5A, STAT5B et STAT6. Les protéines STAT contiennent de nombreux domaines différents, chacun avec une fonction différente, dont la région la plus conservée est le domaine SH2 (en). Le domaine SH2 est formé de 2 hélices alpha et d'un feuillet bêta et est formé d'approximativement 575 à 680 résidus,. Les STAT possèdent également des domaines d'activation transcriptionnelle, qui sont moins conservés et sont situés à l'extrémité C-terminale. De plus, les STAT contiennent également : des domaines d'activation de la tyrosine, des domaines amino-terminal, de liaison, de superhélice et de domaine de liaison à l'ADN.

## Mécanisme
La liaison de divers ligands, généralement des cytokines, tels que les interférons et les interleukines, aux récepteurs de la surface cellulaire, provoque la dimérisation des récepteurs, ce qui rapproche les JAK associés aux récepteurs. Les JAK se phosphorylent ensuite sur des résidus tyrosine situés dans des régions appelées boucles d'activation, via un processus appelé transphosphorylation, qui augmente l'activité de leurs domaines kinase. Les JAK activés phosphorylent ensuite les résidus tyrosine sur le récepteur, créant ainsi des sites de liaison pour les protéines possédant des domaines SH2. Les STAT se lient ensuite aux tyrosines phosphorylées sur le récepteur en utilisant leurs domaines SH2, puis elles sont phosphorylées en tyrosine par les JAK, provoquant la dissociation des STAT du récepteur. Ces STAT activés forment des hétéro- ou des homodimères, où le domaine SH2 de chaque STAT se lie à la tyrosine phosphorylée du STAT opposé, et le dimère se déplace ensuite vers le noyau cellulaire pour induire la transcription des gènes cibles. Les STAT peuvent également être phosphorylés par la tyrosine directement par les récepteurs tyrosine kinases - mais comme la plupart des récepteurs manquent d'activité kinase intégrée, les JAK sont généralement nécessaires pour la signalisation.

### Mouvement des STAT du cytosol vers le noyau
Pour passer du cytosol au noyau, les dimères STAT doivent traverser des complexes de pores nucléaires (NPC), qui sont des complexes protéiques présents le long de la membrane nucléaire qui contrôlent le flux de substances entrant et sortant du noyau. Pour permettre aux STAT de pénétrer dans le noyau, une séquence d'acides aminés sur les STAT, appelée signal de localisation nucléaire (NLS), est liée par des protéines appelées importines. Une fois que le dimère STAT (lié aux importines) pénètre dans le noyau, une protéine appelée Ran (associée au GTP) se lie aux importines, les libérant du dimère STAT. Le dimère STAT est alors libre dans le noyau.
Des STAT spécifiques semblent se lier à des protéines importantes spécifiques. Par exemple, les protéines STAT3 peuvent pénétrer dans le noyau en se liant à l'importine α3 et à l'importine α6. D'un autre côté, STAT1 (en) et STAT2 se lient à l'importation α5. Des études indiquent que STAT2 nécessite une protéine appelée IRF9 (en) pour pénétrer dans le noyau. On ne sait pas grand-chose sur l'entrée nucléaire d'autres STAT, mais il a été suggéré qu'une séquence d'acides aminés dans le domaine de liaison à l'ADN de STAT4 pourrait permettre une importation nucléaire ; de plus, STAT5 et STAT6 peuvent tous deux se lier à l'importine α3. De plus, STAT3, STAT5 et STAT6 peuvent pénétrer dans le noyau même s'ils ne sont pas phosphorylés au niveau des résidus tyrosine.

### Rôle des modifications post-traductionnelles
Une fois les STAT fabriqués par biosynthèse protéique, des molécules non protéiques y sont attachées, appelées modifications post-traductionnelles. Un exemple de ceci est la phosphorylation de la tyrosine (qui est fondamentale pour la signalisation JAK-STAT), mais les STAT subissent d'autres modifications, qui peuvent affecter le comportement de STAT dans la signalisation JAK-STAT. Ces modifications comprennent : la méthylation, l’acétylation et la phosphorylation de la sérine.
- Méthylation : STAT3 peut être diméthylé (avoir deux groupes méthyle) sur un résidu lysine, en position 140, et il est suggéré que cela pourrait réduire l'activité de STAT3[8]. Il y a un débat quant à savoir si STAT1 est méthylé sur un résidu arginine (en position 31) et quelle pourrait être la fonction de cette méthylation[9].

- Acétylation : Il a été démontré que STAT1, STAT2, STAT3, STAT5 et STAT6 sont acétylés[10]. STAT1 peut avoir un groupe acétyle attaché aux lysines aux positions 410 et 413 et, par conséquent, STAT1 peut favoriser la transcription de gènes apoptotiques, déclenchant la mort cellulaire[10]. L'acétylation de STAT2 est importante pour les interactions avec d'autres STAT et pour la transcription de gènes antiviraux[4].

Il a été suggéré que l'acétylation de STAT3 est importante pour sa capacité de dimérisation, de liaison à l'ADN et de transcription de gènes, et les voies JAK-STAT de l'Interleukine 6 (IL6) qui utilisent STAT3 nécessitent une acétylation pour la transcription des gènes de réponse à l'IL6. L'acétylation de STAT5 sur les lysines aux positions 694 et 701 est importante pour une dimérisation efficace de STAT dans la signalisation de la prolactine. L'ajout de groupes acétyle à STAT6 est suggéré comme étant essentiel pour la transcription génique dans certaines formes de signalisation de l'IL4, mais tous les acides aminés acétylés sur STAT6 ne sont pas connus.
- Phosphorylation de la sérine : La plupart des protéines STAT (sauf STAT2) subissent une phosphorylation de la sérine[2]. Il a été démontré que la phosphorylation des sérines des STAT réduit la transcription des gènes[12]. Il est également nécessaire à la transcription de certains gènes cibles des cytokines IL-6 et IFN-γ[9]. Il a été proposé que la phosphorylation de la sérine puisse réguler la dimérisation de STAT1[9] et que la phosphorylation continue de la sérine sur STAT3 influence la division cellulaire[13].

### Recrutement de coactivateurs
Comme beaucoup d'autres facteurs de transcription, les STAT sont capables de recruter des coactivateurs tels que CBP et p300, et ces co-activateurs augmentent le taux de transcription des gènes cibles. Les coactivateurs y parviennent en rendant les gènes de l'ADN plus accessibles aux STAT et en recrutant les protéines nécessaires à la transcription des gènes. L'interaction entre les STAT et les coactivateurs se produit via les domaines de transactivation (TAD) des STAT. Les TAD des STAT peuvent également interagir avec les histones acétyltransférases (HAT) ; ces histones acétyltransférases ajoutent des groupes acétyle aux résidus de lysine sur les protéines associées à l'ADN appelées histones. L'ajout de groupes acétyle supprime la charge positive sur les résidus lysine et, par conséquent, les interactions entre les histones et l'ADN sont plus faibles, rendant l'ADN plus accessible aux STAT et permettant une augmentation de la transcription des gènes cibles.

### Intégration avec d'autres voies de signalisation
La signalisation JAK-STAT est capable de s'interconnecter avec d'autres voies de signalisation cellulaire, telles que la voie PI3K/AKT/mTOR. Lorsque les JAK sont activés et phosphorylent les résidus tyrosine sur les récepteurs, les protéines avec des domaines SH2 (telles que les STAT) sont capables de se lier aux phosphotyrosines et les protéines peuvent remplir leur fonction. Comme les STAT, la protéine PI3K possède également un domaine SH2 et est donc également capable de se lier à ces récepteurs phosphorylés. En conséquence, l’activation de la voie JAK-STAT peut également activer la signalisation PI3K/AKT/mTOR.
La signalisation JAK-STAT peut également s'intégrer à la voie MAPK/ERK. Premièrement, une protéine importante pour la signalisation MAPK/ERK, appelée GRB2, possède un domaine SH2 et peut donc se lier aux récepteurs phosphorylés par les JAK (de la même manière que PI3K). GRB2 fonctionne alors pour permettre à la voie MAPK/ERK de progresser. Deuxièmement, une protéine activée par la voie MAPK/ERK, appelée MAP-kinases (protéine-kinase activée par mitogène), peut phosphoryler les STAT, ce qui peut augmenter la transcription des gènes par les STAT. Cependant, bien que MAPK puisse augmenter la transcription induite par les STAT, une étude indique que la phosphorylation de STAT3 par MAPK peut réduire l'activité de STAT3.
Un exemple de signalisation JAK-STAT intégrant d’autres voies est la signalisation du récepteur de l’interleukine 2 (IL2) dans les lymphocyte T. Les récepteurs de l'IL2 ont des chaînes γ (gamma), qui sont associées à JAK3, qui phosphoryle ensuite les tyrosines clés sur la queue du récepteur. La phosphorylation recrute ensuite une protéine adaptatrice appelée SHC, qui active la voie MAPK/ERK, ce qui facilite la régulation des gènes par STAT5.

### Voie de signalisation alternative
Un mécanisme alternatif pour la signalisation JAK-STAT a également été suggéré. Dans ce modèle, les kinases contenant le domaine SH2 peuvent se lier aux tyrosines phosphorylées sur les récepteurs et phosphoryler directement les STAT, entraînant une dimérisation de STAT. Par conséquent, contrairement au mécanisme traditionnel, les STAT peuvent être phosphorylés non seulement par les JAK, mais également par d’autres kinases liées au récepteur. Ainsi, si l'une des kinases (soit JAK, soit la kinase alternative contenant SH2) ne peut pas fonctionner, la signalisation peut toujours se produire via l'activité de l'autre kinase. Cela a été démontré expérimentalement.

## Régulation
Compte tenu de l’importance de la voie de signalisation JAK-STAT, en particulier dans la signalisation des cytokines, les cellules possèdent divers mécanismes pour réguler la quantité de signalisation qui se produit. Les trois principaux groupes de protéines que les cellules utilisent pour réguler cette voie de signalisation sont les inhibiteurs protéiques du STAT activé (PIAS), les protéines tyrosine phosphatases (PTP) et les suppresseurs de la signalisation des cytokines (SOCS). Les modèles informatiques de signalisation JAK-STAT basés sur les lois de la cinétique chimique ont élucidé l'importance de ces différents mécanismes de régulation sur la dynamique de signalisation JAK-STAT,,.

### Inhibiteurs protéiques des STAT activés (PIAS)
Les PIAS sont une famille de protéines composée de quatre membres : PIAS1 (en), PIAS3 (en), PIASx (en) et PIASγ (en). Les protéines ajoutent un marqueur, appelé SUMO (petit modificateur de type ubiquitine), sur d'autres protéines, telles que les JAK et les STAT, modifiant ainsi leur fonction. Il a été démontré que l'ajout d'un groupe SUMO sur STAT1 par PIAS1 empêche l'activation des gènes par STAT1. D'autres études ont démontré que l'ajout d'un groupe SUMO aux STAT peut bloquer la phosphorylation des tyrosines sur les STAT, empêchant leur dimérisation et inhibant la signalisation JAK-STAT. Il a également été démontré que PIASγ empêche STAT1 de fonctionner. Les protéines PIAS peuvent également fonctionner en empêchant les STAT de se lier à l'ADN (et donc en empêchant l'activation des gènes) et en recrutant des protéines appelées histones désacétylases (HDAC), qui abaissent le niveau d'expression des gènes.

### Protéines tyrosine phosphatases (PTP)
Étant donné que l’ajout de groupes phosphate sur les tyrosines est un élément très important du fonctionnement de la voie de signalisation JAK-STAT, la suppression de ces groupes phosphate peut inhiber la signalisation. Les PTP sont des tyrosine phosphatases, elles sont donc capables d'éliminer ces phosphates et d'empêcher la signalisation. Les trois PTP majeurs sont SHP-1, SHP-2 et CD45.
- SHP-1 est principalement exprimé dans les cellules sanguines[30]. Il contient deux domaines SH2 et un domaine catalytique (la région d'une protéine qui remplit la fonction principale de la protéine) - le domaine catalytique contient la séquence d'acides aminés VHCSAGIGRTG (une séquence typique des PTP)[31]. Comme pour tous les PTP, un certain nombre de structures d'acides aminés sont essentielles à leur fonction : les acides aminés conservés de cystéine, d'arginine et de glutamine, et une boucle composée d'acides aminés tryptophane, proline et aspartate (boucle WPD)[31]. Lorsque SHP-1 est inactif, les domaines SH2 interagissent avec le domaine catalytique et la phosphatase est donc incapable de fonctionner[31]. Cependant, lorsque SHP-1 est activé, les domaines SH2 s'éloignent du domaine catalytique, exposant le site catalytique et permettant ainsi l'activité de la phosphatase[31]. SHP-1 est alors capable de lier et d'éliminer les groupes phosphate des JAK associés aux récepteurs, empêchant ainsi la transphosphorylation nécessaire à la progression de la voie de signalisation.

Un exemple de ceci est la voie de signalisation JAK-STAT médiée par le récepteur de l'érythropoïétine (EpoR). Ici, SHP-1 se lie directement à un résidu tyrosine (en position 429) sur EpoR et élimine les groupes phosphate du JAK2 associé au récepteur. La capacité de SHP-1 à réguler négativement la voie JAK-STAT a également été observée dans des expériences utilisant des souris dépourvues de SHP-1. Ces souris présentent des caractéristiques de maladies auto-immunes et présentent des niveaux élevés de prolifération cellulaire, caractéristiques typiques d'un niveau anormalement élevé de signalisation JAK-STAT. De plus, l'ajout de groupes méthyle au gène SHP-1 (qui réduit la quantité de SHP-1 produite) a été associé au lymphome (un type de cancer du sang).
Cependant, SHP-1 peut également favoriser la signalisation JAK-STAT. Une étude réalisée en 1997 a révélé que SHP-1 permettait potentiellement des quantités plus élevées d'activation de STAT, par opposition à une réduction de l'activité de STAT. Une compréhension moléculaire détaillée de la façon dont SHP-1 peut à la fois activer et inhiber la voie de signalisation est encore inconnue.
- SHP-2 a une structure très similaire à SHP-1, mais contrairement à SHP-1, SHP-2 est produit dans de nombreux types de cellules différents – pas seulement dans les cellules sanguines[36]. Les humains possèdent deux protéines SHP-2, chacune composée de 593 et 597 acides aminés[31]. Les domaines SH2 de SHP-2 semblent jouer un rôle important dans le contrôle de l'activité de SHP-2. L'un des domaines SH2 se lie au domaine catalytique de SHP-2, pour empêcher le fonctionnement de SHP-2[29]. Ensuite, lorsqu'une protéine avec une tyrosine phosphorylée se lie, le domaine SH2 change d'orientation et SHP-2 est activé[29]. SHP-2 est alors capable d'éliminer les groupes phosphate des JAK, des STAT et des récepteurs eux-mêmes. Ainsi, comme SHP-1, il peut empêcher la phosphorylation nécessaire à la poursuite de la voie et donc inhiber la signalisation JAK-STAT. Comme SHP-1, SHP-2 est capable d'éliminer ces groupes phosphate grâce à l'action de la boucle conservée de cystéine, d'arginine, de glutamine et de WPD[31].

Une régulation négative par SHP-2 a été rapportée dans un certain nombre d'expériences - un exemple a été lors de l'exploration de la signalisation JAK1/STAT1, où SHP-2 est capable d'éliminer les groupes phosphate des protéines de la voie, telles que STAT1. De la même manière, il a également été démontré que SHP-2 réduit la signalisation impliquant les protéines STAT3 et STAT5, en supprimant les groupes phosphate,.
Comme SHP-1, SHP-2 favoriserait également la signalisation JAK-STAT dans certains cas, ainsi que l'inhiberait. Par exemple, une étude indique que SHP-2 pourrait favoriser l'activité de STAT5 au lieu de la réduire. En outre, d'autres études suggèrent que SHP-2 pourrait augmenter l'activité de JAK2 et favoriser la signalisation JAK2/STAT5. On ignore encore comment SHP2 peut à la fois inhiber et promouvoir la signalisation JAK-STAT dans la voie JAK2/STAT5 ; une théorie est que SHP-2 pourrait favoriser l'activation de JAK2, mais inhiber STAT5 en éliminant les groupes phosphate.
- Le CD45 est principalement produit dans les cellules sanguines[4]. Chez l'homme, il a été démontré qu'il est capable d'agir sur JAK1 et JAK3[42], alors que chez la souris, CD45 est capable d'agir sur tous les JAK[43]. Une étude indique que le CD45 peut réduire la durée pendant laquelle la signalisation JAK-STAT est active[43]. Les détails exacts du fonctionnement du CD45 sont encore inconnus[29].

### Suppresseur de la signalisation des cytokines (SOCS)
Il existe huit membres protéiques de la famille SOCS : la protéine contenant le domaine SH2 inductible par les cytokines (CISH), SOCS1, SOCS2, SOCS3, SOCS4, SOCS5, SOCS6 et SOCS7, chaque protéine possède un domaine SH2 et une région de 40 acide aminé appelée la boîte SOCS. La boîte SOCS peut interagir avec un certain nombre de protéines pour former un complexe protéique, et ce complexe peut alors provoquer la dégradation des JAK et des récepteurs eux-mêmes, inhibant ainsi la signalisation JAK-STAT. Le complexe protéique y parvient en permettant à un marqueur appelé ubiquitine d'être ajouté aux protéines, dans un processus appelé ubiquitination, qui signale la dégradation d'une protéine. Les protéines, telles que les JAK et les récepteurs, sont ensuite transportées vers un compartiment de la cellule appelé protéasome, qui effectue la dégradation des protéines.
SOCS peut également fonctionner en se liant aux protéines impliquées dans la signalisation JAK-STAT et en bloquant leur activité. Par exemple, le domaine SH2 de SOCS1 se lie à une tyrosine dans la boucle d'activation des JAK, ce qui empêche les JAK de se phosphoryler mutuellement. Les domaines SH2 de SOCS2, SOCS3 et CIS se lient directement aux récepteurs eux-mêmes. En outre, SOCS1 et SOCS3 peuvent empêcher la signalisation JAK-STAT en se liant aux JAK, en utilisant des segments appelés régions inhibitrices de kinase (KIR) et en arrêtant la liaison des JAK à d'autres protéines. Les détails exacts du fonctionnement des autres SOCS sont moins bien compris.

## Rôle

### Rôle dans la signalisation des récepteurs de cytokines
Étant donné que de nombreux JAK sont associés aux récepteurs aux cytokines, la voie de signalisation JAK-STAT joue un rôle majeur dans la signalisation des récepteurs de cytokines. Étant donné que les cytokines sont des substances produites par les cellules immunitaires qui peuvent modifier l'activité des cellules voisines, les effets de la signalisation JAK-STAT sont souvent plus visibles dans les cellules du système immunitaire. Par exemple, l'activation de JAK3 en réponse à l'Interleukine 2 est vitale pour le développement et le fonctionnement des lymphocytes. En outre, une étude indique que JAK1 est nécessaire pour effectuer la signalisation des récepteurs des cytokines IFNγ, IL-2, IL-4 et IL-10.
La voie JAK-STAT dans la signalisation des récepteurs de cytokines peut activer les STAT, qui peuvent se lier à l'ADN et permettre la transcription de gènes impliqués dans la division, la survie, l'activation et le recrutement des cellules immunitaires. Par exemple, STAT1 peut permettre la transcription de gènes qui inhibent la division cellulaire et stimulent l'inflammation. De plus, STAT4 est capable d'activer les lymphocytes NK (cellules tueuses naturelles) et STAT5 peut piloter la formation de globules blancs,. En réponse aux cytokines, telles que l'IL-4, la signalisation JAK-STAT est également capable de stimuler STAT6, ce qui peut favoriser la prolifération des lymphocyte B, la survie des cellules immunitaires et la production d'un anticorps appelé Immunoglobuline E.

### Rôle dans le développement
La signalisation JAK-STAT joue un rôle important dans le développement animal. La voie peut favoriser la division des cellules sanguines, ainsi que la différenciation (le processus par lequel une cellule devient plus spécialisée). Chez certaines mouches possédant des gènes JAK défectueux, une division excessive des cellules sanguines peut se produire, entraînant potentiellement une leucémie. La signalisation JAK-STAT a également été associée à une division excessive des leucocytes chez l'homme et la souris.
La voie de signalisation est également cruciale pour le développement des yeux chez la drosophile. Lorsque des mutations se produisent dans les gènes codant pour les JAK, certaines cellules de l'œil peuvent être incapables de se diviser, et il a été démontré que d'autres cellules, telles que les cellules photoréceptrices, ne se développent pas correctement.
L'élimination complète d'un JAK et d'un STAT chez la drosophile provoque la mort des embryons de drosophile, tandis que des mutations dans les gènes codant pour les JAK et les STAT peuvent provoquer des déformations dans les schémas corporels des mouches, en particulier des défauts dans la formation des segments corporels. Une théorie sur la façon dont l'interférence avec la signalisation JAK-STAT pourrait provoquer ces défauts est que les STAT pourraient se lier directement à l'ADN et favoriser la transcription des gènes impliqués dans la formation des segments du corps, et donc en mutant les JAK ou les STAT, les mouches subissent des défauts de segmentation. Des sites de liaison STAT ont été identifiés sur l'un de ces gènes, pour étayer cette théorie. De toutes les bandes segmentaires affectées par les mutations JAK ou STAT, la cinquième bande est la plus touchée, les raisons moléculaires exactes sont encore inconnues.

## Impact clinique
Étant donné que la voie JAK-STAT joue un rôle majeur dans de nombreux processus fondamentaux, tels que l’apoptose et l’inflammation, des protéines dysfonctionnelles dans cette voie peuvent conduire à un certain nombre de maladies. Par exemple, des altérations de la signalisation JAK-STAT peuvent entraîner des cancers et des maladies affectant le système immunitaire, telles que le déficit immunitaire combiné sévère.

### Maladies liées au système immunitaire
JAK3 peut être utilisé pour la signalisation de l'IL-2, de l'IL-4, de l'IL-15 et de l'IL-21 (ainsi que d'autres cytokines) ; par conséquent, les patients présentant des mutations du gène JAK3 rencontrent souvent des problèmes affectant de nombreux aspects du système immunitaire,. Par exemple, Si le gène JAK3 est non fonctionnel son absence entraine un déficit immunitaire combiné sévère, ce qui fait que les patients n'ont pas de lymphocyte NK, de lymphocyte B ou de lymphocyte T, ce qui rend les individus SCID sensibles aux infections. Il a été démontré que les mutations de la protéine STAT5, qui peut signaler avec JAK3, entraînent des maladies auto-immunes.
Il a été suggéré que les patients présentant des mutations dans STAT1 et STAT2 sont souvent plus susceptibles de développer des infections bactériennes et virales. De plus, les mutations STAT4 ont été associées à la polyarthrite rhumatoïde et les mutations STAT6 sont liées à l'asthme,.
Les patients présentant une voie de signalisation JAK-STAT défectueuse peuvent également souffrir de troubles cutanés. Par exemple, les récepteurs de cytokines non fonctionnels et la surexpression de STAT3 ont tous deux été associés au psoriasis (une maladie auto-immune associée à une peau rouge et squameuse). STAT3 joue un rôle important dans le psoriasis, car STAT3 peut contrôler la production de récepteurs de l'IL-23, et l'IL-23 peut aider au développement des lymphocyte Th17, et les lymphocyte Th17 peuvent induire le psoriasis. De plus, étant donné que de nombreuses cytokines fonctionnent via le facteur de transcription STAT3, STAT3 joue un rôle important dans le maintien de l'immunité cutanée. De plus, étant donné que les patients présentant des mutations du gène JAK3 n’ont pas de lymphocytes T, de lymphocytes B ou de lymphocytes NK fonctionnelles, ils seraient plus susceptibles de développer des infections cutanées.

### Cancer
Le cancer implique une croissance cellulaire anormale et incontrôlable dans une partie du corps. Par conséquent, puisque la signalisation JAK-STAT peut permettre la transcription de gènes impliqués dans la division cellulaire, l’un des effets potentiels d’une signalisation JAK-STAT excessive est la formation de cancer. Des niveaux élevés d’activation de STAT ont été associés au cancer ; en particulier, des quantités élevées d'activation de STAT3 et STAT5 sont principalement liées à des tumeurs plus dangereuses. Par exemple, une activité trop importante de STAT3 a été associée à une augmentation du risque de récidive du mélanome (cancer de la peau) après le traitement, et des niveaux anormalement élevés d'activité de STAT5 ont été associés à une plus grande probabilité de décès d'un patient par cancer de la prostate,. Une signalisation altérée de JAK-STAT peut également être impliquée dans le développement du cancer du sein. La signalisation JAK-STAT dans les glandes mammaires (situées dans les seins) peut favoriser la division cellulaire et réduire l'apoptose cellulaire pendant la grossesse et la puberté, et donc si elle est excessivement activée, un cancer peut se former. Une activité élevée de STAT3 joue un rôle majeur dans ce processus, car elle peut permettre la transcription de gènes tels que BCL-2 et c-Myc, impliqués dans la division cellulaire.
Les mutations de JAK2 peuvent entraîner une leucémie et un lymphome. Plus précisément, les mutations des exons 12, 13, 14 et 15 du gène JAK2 seraient un facteur de risque de développement d'un lymphome ou d'une leucémie. De plus, STAT3 et STAT5 mutés peuvent augmenter la signalisation JAK-STAT dans les lymphocytes NK et T, ce qui favorise une très forte prolifération de ces cellules et augmente le risque de développer une leucémie. De plus, une voie de signalisation JAK-STAT médiée par l'érythropoïétine, qui permet le développement des globules rouges, peut être altérée chez les patients atteints de leucémie.

### Covid-19
Les Janus kinase (JAK)/transducteur de signal et l'activateur de la voie de transcription (STAT) étaient au centre de l'attention pour la commande de l'hyperinflammation dans le COVID-19, c'est-à-dire que l'infection par le SARS-CoV-2 déclenche une hyperinflammation via la voie JAK/STAT, entraînant le recrutement de cellules dendritiques, de macrophages et de lymphocyte NK, ainsi que la différenciation des lymphocytes B et T progressant vers un choc cytokinique.

### Traitements
Étant donné qu’une signalisation JAK-STAT excessive est responsable de certains cancers et troubles immunitaires, les inhibiteurs de JAK ont été proposés comme médicaments thérapeutiques. Par exemple, pour traiter certaines formes de leucémie, le ciblage et l’inhibition des JAK pourraient éliminer les effets de la signalisation de l’érythropoïétine et peut-être empêcher le développement de la leucémie Un exemple de médicament inhibiteur de JAK est le Ruxolitinib, qui est utilisé comme inhibiteur de JAK2. Des inhibiteurs de STAT sont également en cours de développement et un bon nombre d'entre eux ciblent STAT3. Il a été rapporté que les thérapies ciblant STAT3 peuvent améliorer la survie des patients atteints de cancer. Un autre médicament, appelé Tofacitinib, a été utilisé pour le traitement du psoriasis et de la polyarthrite rhumatoïde, et a été approuvé pour le traitement de la maladie de Crohn et de la rectocolite hémorragique.